# La Bête (roman)
Pour les articles homonymes, voir La Bête.
La Bête est un roman de science-fiction, écrit en 1963 par l’auteur canadien A. E. van Vogt.

## Résumé
Un militaire manchot découvre par hasard un moteur qui possède la propriété de 
faire repousser les membres du corps humain. Il deviendra alors objet de désir de la 
part d'importants personnages souhaitant être immortels. Ses fuites successives 
le mèneront aux installations construites par les anciens habitants de la Lune, 
maintenant entretenues par des hommes provenant de différentes périodes historiques.